# Hugo Zeye

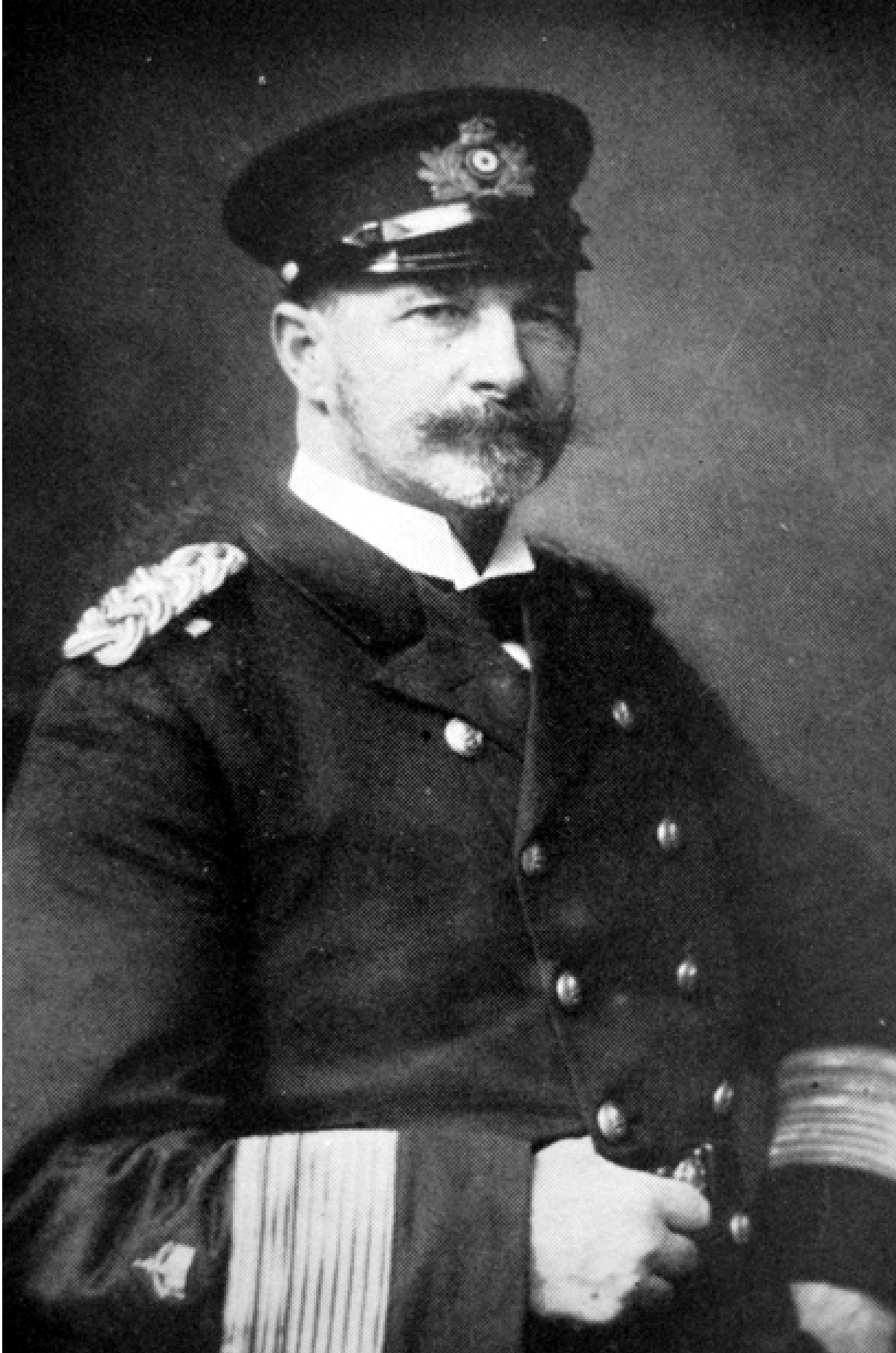
Hugo Zeye als Vizeadmiral

 Hugo Zeye (* 21. März 1852 in Beeskow; † 11. Dezember 1909 in Kiel) war ein deutscher Marineoffizier, zuletzt Vizeadmiral der Kaiserlichen Marine.

## Militärische Laufbahn

### Ausbildungsjahre
Nach Beendigung seiner Schulzeit trat Zeye am 11. April 1869 als 17-jähriger Kadett (Crew 69) in die Preußische Marine ein. Er wurde am 6. Juni 1870 zum Seekadetten befördert. Am 21. Dezember 1873 erfolgte seine Beförderung zum Unterleutnant zur See; das Patent dazu erhielt er am 14. Dezember 1875 mit Rangdienstalter vom 21. Dezember 1873. In der „Rang- und Quartier-Liste der Kaiserlichen Marine für das Jahr 1874“ ist er als Unterleutnant zur See auf der Gedeckten Korvette Gazelle aufgeführt. Auf der nahm er an ihrer nahezu zweijährigen Forschungsreise vom 21. Juni 1874 bis zum 28. April 1876 um das Kap der Guten Hoffnung, zur Beobachtung des Venustransits auf den Kerguelen, nach Mauritius, durch den Südpazifik, durch die Magellanstraße und über die Azoren zurück nach Kiel teil. Die Beförderung zum Leutnant zur See erfolgte am 16. Dezember 1876, die zum Kapitänleutnant am 15. Mai 1883.

### Erste Kommandos
Am 23. Mai 1890 wurde Zeye zum Korvettenkapitän befördert, und als solcher war er zunächst im Oktober/November 1892 Kommandant der Panzerkorvette Sachsen, wurde dann aber bereits im Dezember 1892 Kommandant des Torpedoschulschiffs Blücher. Dies war ein wegweisender Schritt in seiner Laufbahn, denn er diente danach bis zu seinem Lebensende mehrheitlich im Torpedowesen. Fünf Monate, bis April 1893, blieb er Kommandant der Blücher. Dann wurde er „zur Dienstleistung“ in die Inspektion des Torpedowesens in Kiel kommandiert, wo er gleichzeitig Lehrer an der dortigen Marineschule und von August 1893 bis September 1895 auch Kommandeur der I. Torpedobootsabteilung wurde. Während der jährlichen Herbstmanöver war er somit auch Chef der aus den Torpedobooten der Abteilung gebildeten Torpedobootsflottille.

### Ostasiengeschwader
Von September 1895 bis Februar 1896 war Zeye, inzwischen zum Fregattenkapitän befördert, Kommandant des Kreuzers III. Klasse Gefion. Am 13. April 1896 wurde er zum Kapitän zur See befördert und im Mai 1896 zum Kommandanten des Panzerschiffs II. Klasse Kaiser ernannt, das seit 1895 als Flaggschiff der Ostasiatischen Kreuzerdivision diente. Zeye befehligte die Kaiser, die am 25. Januar 1897 zum Großen Kreuzer umklassifiziert wurde, bis Januar 1898. Vom 12. April 1897, als der zum Staatssekretär im Reichsmarineamt ernannte bisherige Divisionschef, Konteradmiral Alfred von Tirpitz, abreiste, bis zum 11. Juni 1897, als Konteradmiral Otto von Diederichs als neuer Divisionschef eintraf, war Zeye mit der Wahrnehmung der Geschäfte des Chefs der Kreuzerdivision beauftragt. Vom 14. November 1897 bis zum 26. Januar 1898, als aus Deutschland das III. Seebataillon zur Ablösung eintraf, war Zeye Kommandeur des Landungskorps der Kreuzerdivision bei der Besetzung und Besitzergreifung des Pachtgebiets Kiautschou durch das Deutsche Reich.

### Torpedowesen
Nach seiner Rückkehr aus Ostasien wurde Zeye im Mai 1898 Präses des Torpedoversuchskommandos (TVK) in Kiel. Damit war er auch Kommandant des Torpedoversuchsschiffs Friedrich Carl (bis September 1900) bzw. ab deren Indienststellung am 20. September 1900 der Nymphe. Die Nymphe diente unter seinem Kommando Ende Januar/Anfang Februar zwei Wochen lang als Begleitkreuzer für die kaiserliche Yacht Hohenzollern, um Kaiser Wilhelm II. zu den Begräbnisfeierlichkeiten für seine Großmutter, Queen Victoria, in England zu begleiten.
Im April 1901 wurde Zeye Vorstand der Militärischen Abteilung im Reichsmarineamt. Im September 1903 wurde er zum Inspekteur des Torpedowesens ernannt, eine Position, die er bis zu seinem Tod im Jahre 1909 innehatte. Am 27. Januar 1904 wurde er zum Konteradmiral, am 27. April 1907 zum Vizeadmiral befördert. In den Jahren 1905 bis 1909 war Zeye jedes Frühjahr auch Befehlshaber des jeweils für wenige Wochen gebildeten Verbandes der Schul- und Versuchsschiffe. Ebenso war er bei den Herbstmanövern der Flotte 1907 und 1908 jeweils Chef des III. (Manöver-)Geschwaders und 1909 Befehlshaber der aus allen in der Reserve befindlichen Schiffen gebildeten Reserve-Flotte.

## Tod und Ehrungen
Zeye starb am 11. Dezember 1909 in Kiel. Über sein Grab, das in Kiel auf dem heutigen Nordfriedhof oder auf dem 1955 eingeebneten St.-Jürgen-Friedhof gelegen haben könnte, gibt es bisher keine Angaben.
Die Kriegsmarine benannte ihr Torpedoschulschiff Hugo Zeye nach ihm.
Die Zeye-Straße in Kiel-Wik ist nach ihm benannt.